# Lawyers in Love
| 전문가 평가                       | 전문가 평가 |
| 평가 점수                         | 평가 점수   |
| 출처                              | 점수        |
| --------------------------------- | ----------- |
| AllMusic                          | [ 1 ]       |
| Robert Christgau                  | C+          |
| The Encyclopedia of Popular Music | [ 3 ]       |
| Rolling Stone                     | [ 4 ]       |

《Lawers in Love》는 1983년 8월 2일에 발매된 미국의 싱어송라이터 잭슨 브라운의 일곱 번째 스튜디오 음반이다. 《빌보드》 팝 음반 차트에서 8위, 빌보드 200에서 30위에 올랐다. 브라운의 4연속 톱 10 음반이었고 33주 동안 차트에 머물렀다. 8곡 중 4곡이 싱글로 발매되었다. 타이틀곡은 (미국 팝 차트에서의 마지막 곡) 브라운의 톱 20 팝 히트곡이었고 MTV에서 발매된 그의 첫 번째 뮤직 비디오 중 하나가 동반되었다.

## 배경
1980년의 《Hold Out》과 〈Lawers in Love〉의 발매 이후, 브라운은 싱글 〈Somebody's Baby〉를 발매했는데, 이 싱글은 지금까지 그의 가장 큰 상업적 히트곡이 되었다. 수록곡 〈Downtown〉에서 그는 노래의 마지막 부분에서 동명의 페툴라 클라크 노래의 멜로디에 한 소절을 애드리브한다.
《Lawers in Love》는 데이비드 린들리가 《Jackson Browne》이라는 첫 번째 발매 이후 등장하지 않은 첫 번째 음반이다. 린들리를 기타리스트 릭 비토와 대니 코치마로 교체하면서 이 음반은 다른 사운드를 선사했다.
이 음반은 미국 음반 산업 협회에 의해 1983년 골드 레코드, 2001년 플래티넘 인증을 받았다.

## 곡 목록
모든 곡들은 특별한 언급이 없는 한 잭슨 브라운에 의해 작사/작곡하였다.
| #  | 제목                    | 작사·작곡                           | 재생 시간 |
| -- | ----------------------- | ----------------------------------- | --------- |
| 1. | 〈Lawyers in Love〉     |                                     | 4:18      |
| 2. | 〈On the Day〉          |                                     | 3:56      |
| 3. | 〈Cut It Away〉         |                                     | 4:45      |
| 4. | 〈Downtown〉            |                                     | 4:37      |
| 5. | 〈Tender Is the Night〉 | 브라운, 대니 코치마, 러스 쿤켈      | 4:50      |
| 6. | 〈Knock on Any Door〉   | 브라운, 크레이그 도어지, 코르치마르 | 3:39      |
| 7. | 〈Say It Isn't True〉   |                                     | 5:20      |
| 8. | 〈For a Rocker〉        |                                     | 4:05      |